# Port Saint-Nicolas

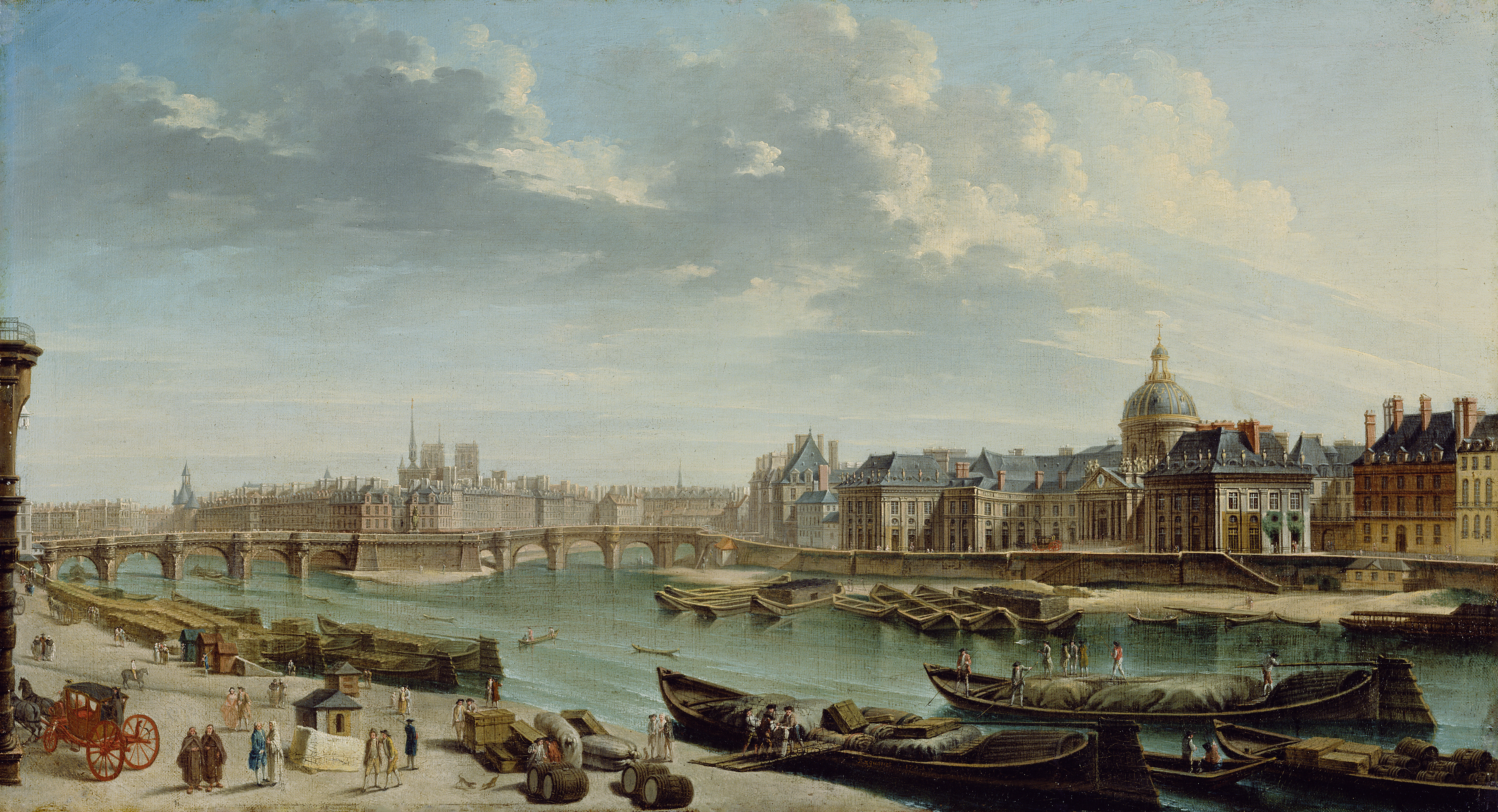
Nicolas-Jean-Baptiste Raguenet : Vue de Paris avec Île de la Cité (1763) prise du port Saint-Nicolas.

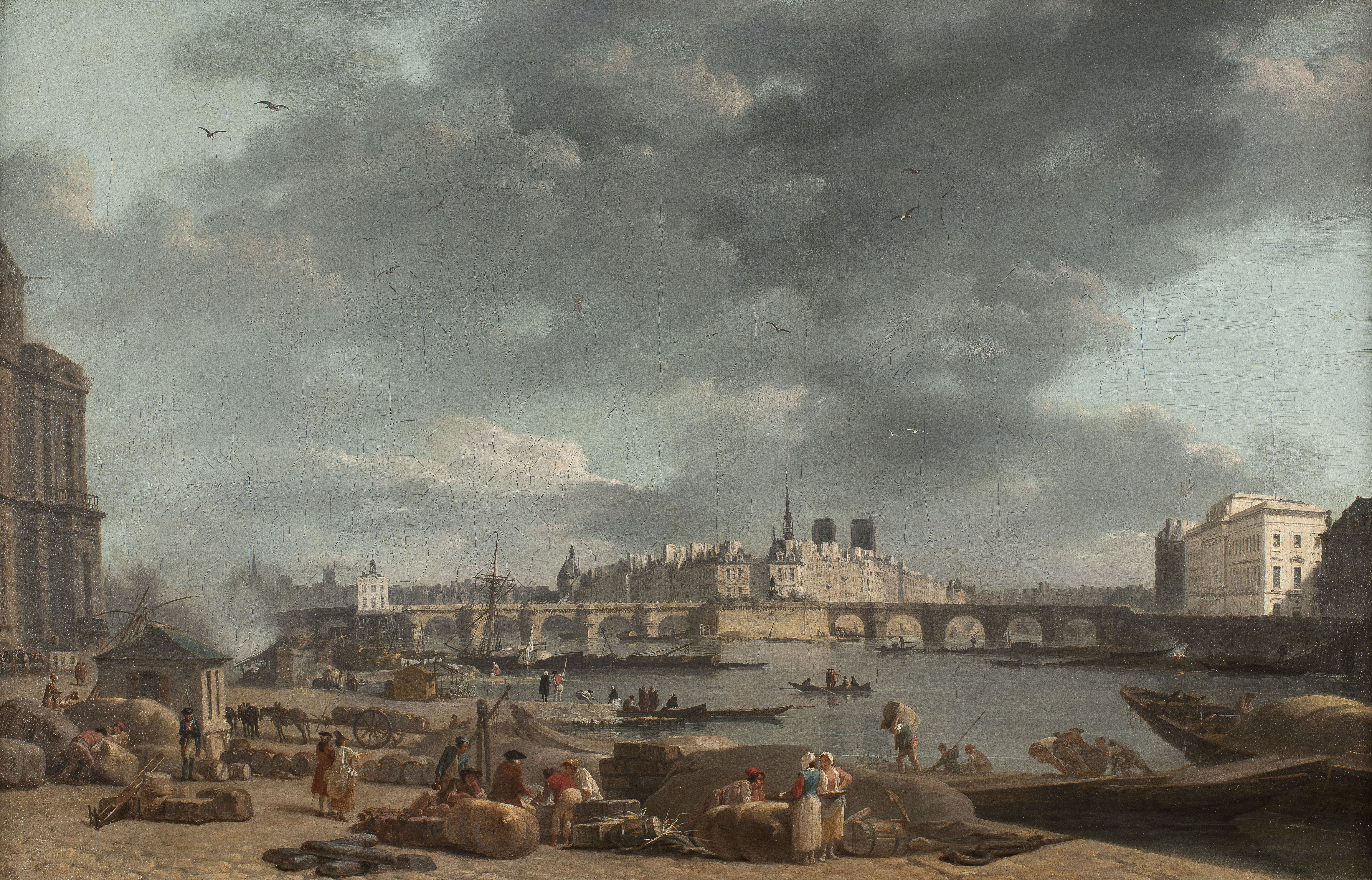
Alexandre Jean Noël : La pointe de l'île de la Cité vue du port Saint-Nicolas (vers 1790), Paris, musée Carnavalet.

Le port Saint-Nicolas, précédemment « port du Louvre » (ancien), antérieurement « port du Musée » est un ancien port de Paris.

## Situation
Il était situé sur la rive droite de la Seine, en contrebas de l'extrémité est des « galeries du Louvre », face à l'ancien « guichet Saint-Nicolas » du château du Louvre. Son emplacement correspond à une partie du port du Louvre actuel.

## Origine du nom
Il tient son nom de la proximité de l'église Saint-Nicolas-du-Louvre (XIIIe siècle), démolie peu avant la Révolution.

## Historique
Le port Saint-Nicolas apparaît sur les plans de Paris du XVIIe siècle et du XVIIIe siècle et dans de nombreux dessins, gravures et tableaux.
Le plan de Mérian (1615) indique bien, à son emplacement, une saillie sur le quai avec deux accès au fleuve, mais ne fait pas figurer son nom. Sur le plan de Boisseau (1648) la configuration est comparable et porte la désignation « Le Guichet et Port St-Nicolas ». Au XVIIIe siècle, son nom figure, entre autres, sur les plans de Turgot (1739), de Vaugondy (1760) et de Deharme (1763).
On y déchargeait toutes les marchandises, et autres, qui arrivaient en amont de Paris.